# Urban Franc
Urban Franc född 5 juni 1975 i Bled i Kranjska (tyska: Krain) är en slovensk tidigare backhoppare. Han representerade SK Triglav Kranj.

## Karriär
Urban Franc debuterade internationellt i världscupen på hemmaplan i Planica 29 mars 1992. Han blev nummer 54 i första tävlingen, men redan i nästa världscuptävling, i Falun i Sverige 5 december samma år, vann han en plats på prispallen då han blev nummer två, bara slagen av österrikaren Werner Rathmayr. Hans bästa säsong i världscupen var säsongen 1992/1993 då han blev nummer 22 sammanlagt.
Franck startade i sitt första Skid-VM i Falun 1993. Där blev han nummer 47 i normalbacken och nummer 46 i stora backen. Under Skid-VM 1995 i Thunder Bay i Kanada blev han nummer 43 i normalbacken och nummer 23 i stora backen.
Urban Franc startade i VM i skidflygning 1996 i Kulm i Bad Mitterndorf i Österrike. Han vann en bronsmedalj, 36,4 poäng efter hemmafavoriten Andreas Goldberger och 32,5 poäng efter Janne Ahonen från Finland. Under skidflygnings-VM 1998 i Oberstdorf i Tyskland blev han nummer 24.
I olympiska spelen 1998 i Nagano i Japan tävlade Franc i normalbacken och blev nummer 42.
Urban Francs bästa placering i tysk-österrikiska backhopparveckan kom säsongen 1994/1995 då han blev nummer 33 sammanlagt. Han blev nummer 4 sammanlagt i världscupen i skidflygning säsongen 1995/1996. 
Franc avslutade sin backhoppningskarriär 1999.